# Ślizno
Ślizno [pronunciación en polaco: /ˈɕliznɔ/] (en alemán: Julienhof) es un pueblo ubicado en el distrito administrativo de Gmina Kalisz Pomorski, dentro del Condado de Drawsko, Voivodato de Pomerania Occidental, en el norte de Polonia occidental. Se encuentra aproximadamente a 7 kilómetros al norte de Kalisz Pomorski, a 23 kilómetros al sur de Drawsko Pomorskie, y a 86 kilómetros al este de la capital regional Szczecin.
Antes de 1945, el área fue parte de Alemania. Para la historia de la región, véase Historia de Pomerania.
El pueblo tiene una población de 80 habitantes.